# Thành phố Greater Dandenong
Thành phố Greater Dandenong là một chính quyền địa phương thuộc tiểu bang Victoria, nằm ở ngoại ô phía đông nam thành phố Melbourne. Thành phố có diện tích gần 130 km vuông (50 dặm vuông) với khoảng 146.000 cư dân sinh sống.
Greater Dandenong được thành lập vào năm 1994 trên cơ sở sáp nhật hai thành phố Dandenong và Springvale. Hội đồng thành phố đặt tại Dandenong.

## Các phường
Tháng 5 năm 2008, Ủy ban bầu cử tiểu bang Victoria (VEC) hoàn tất đánh giá xem xét hệ thống bầu cử của thành phố. Theo đó, Thành phố Greater Dandenong được chia thành 4 phường hành chính, gồm các phường Lightwood (3 ủy viên đại diện), Paperbark (3 ủy viên), Red Gum (3 ủy viên) và Silverleaf (2 ủy viên).
- Red Gum – Phường có diện tích lớn nhất, tọa lạc ở các vùng ngoại ô Dandenong, một phần vùng Dandenong North, Dandenong South, Keysborough, một phần Lyndhurst và Bangholme
- Paperbark – bao gồm các vùng Noble Park và một phần vùng Keysborough
- Lightwood – bao gồm các vùng Springvale, Springvale South và một phần vùng Noble Park
- Silverleaf – bao gồm vùng Noble Park North và một phần vùng Dandenong North

| Phường     | Đảng | Đảng             | Nghị viên      | Ghi chú |
| ---------- | ---- | ---------------- | -------------- | ------- |
| Lightwood  |      | Lao động         | Youhorn Chea   |         |
| Lightwood  |      | Lao động         | Sean O'Reilly  |         |
| Lightwood  |      | Lao động         | Loi Truong     |         |
| Paperbark  |      | Lao động         | Roz Blades     |         |
| Paperbark  |      | Lao động         | Peter Brown    |         |
| Paperbark  |      | Lao động         | Meng Heang Tak |         |
| Red Gum    |      | Xanh             | Matthew Kirwan |         |
| Red Gum    |      | Lao động         | Angela Long    |         |
| Red Gum    |      | Lao động         | Jim Memeti     |         |
| Silverleaf |      | Lao động         | Maria Sampey   |         |
| Silverleaf |      | Ứng viên độc lập | John Kelly     |         |

## Lịch sử
Vào năm 1994, chính quyền của thủ hiến Jeff Kennett thực hiện cải cách hành chính quy mô lớn ở cấp chính quyền địa phương trên khắp tiểu bang. Theo đó, chính phủ đã bãi bỏ 210 hội đồng, đồng thời hợp nhất và phân chia lại nhiều đơn vị hành chính cơ sở thành 78 khu vực mới. Hai thành phố Springvale và Dandenong được sáp nhập thành đơn vị hành chính mới lấy tên thành phố Greater Dandenong (tiếng Việt: Đại Dandenong, Dandenong lớn).
Năm 2003, hội đồng thành phố tín nhiệm bầu chọn nghị viên Clare O'Neil làm thị trưởng giai đoạn 2003-2004. Bà trở thành nữ thị trưởng trẻ nhất trên toàn quốc.

## Cơ sở cộng đồng
- Nhà hát Drum
- Heritage Hill Museum and Historic Gardens Lưu trữ ngày 2 tháng 9 năm 2016 tại Wayback Machine
- Hệ thống thư viện thành phố Greater Dandenong

## Hành chính
- Bangholme
- Dandenong
- Dandenong North
- Dandenong South
- Keysborough
- Một phần vùng Lyndhurst
- Noble Park
- Noble Park North
- Springvale
- Springvale South

## Thể thao
Dandenong Rangers là câu lạc bộ bóng rổ nữ chuyên nghiệp thi đấu tại WNBL, có trụ sở tại Nhà thi đấu Bóng rổ Dandenong. Đội đã giành hai chức vô địch trong hai mùa giải liên tiếp là 2003-2004 và 2004-2005. Tại mùa giải 2005-2006, đội vào thi đấu trận chung kết nhưng đã để thua Canberra Capitals.
Về bóng đá, thành phố có đội Dandenong Thunder thi đấu trong Giải ngoại hạng Victoria (Victorian Premier League). Sân nhà của đội đóng tại George Andrews Reserve.
Câu lạc bộ Khúc côn cầu Greater Dandenong Warriors đóng tại sân khúc côn cầu Bill Toon trên đường Cleeland Road, vùng Dandenong North. Câu lạc bộ hiện có 5 đội nam, 2 đội nữ, 6 đội trẻ và 3 đội lão tướng.

## Hội cộng đồng
Là vùng tập trung đông đảo dân nhập cư đến từ nhiều quốc gia trên thế giới, Greater Dandenong quy tụ nhiều hội, đoàn thể đại diện cho các sắc dân này.
Ngoài ra, trong vùng còn có các câu lạc bộ văn hóa đặc sắc, như Câu lạc bộ Múa lân Greater Dandenong, Câu lạc bộ Múa lân Dandenong (Supper), Câu lạc bộ Rotary Dandenong, Câu lạc bộ Rotary Noble Park, và Câu lạc bộ Rotary Springvale.

## Trường học
Trong vùng có 6 trường phổ thông phục vụ cho con em cư dân trong vùng.
- Trường tiểu học Wallarano
- Coomoora Secondary College
- Springvale Primary School
- Maralinga Primary School
- Noble Park English Language School
- Springvale Secondary College